# Библиография Льва Толстого
Библиография писателя Льва Толстого.

## Романы
- Семейное счастие (1859)
- Война и мир (1863—1869, печатался с 1865, 1-е отд. изд. 1867—1869, 3 изд. исправл. 1873)
- Анна Каренина (1873—1877, опубликовано 1875—1877)
- Князь Фёдор Щетинин (1877—1878)[1]
- Декабристы (1884)[2]
- Воскресение (1889—1899, опубликовано 1899)
- Роман о времени Петра I (опубликовано в 1936)[2]

## Повести
- Детство, Отрочество и Юность (вся трилогия опубликована 1864)
  - Детство (1852)
  - Отрочество (1854)
  - Юность (1857)
- Два гусара (1856)
- Утро помещика (1856)
- Альберт (1858)
- Идиллия (1861—1862, опубликовано 1911)
- Поликушка (1862)
- Казаки (опубликовано 1863)
- Фальшивый купон (кон. 1880-х—1904, опубликовано 1911)
- Смерть Ивана Ильича (1884—1886)
- Записки сумасшедшего (1884—1903, опубликовано 1912)
- Крейцерова соната (1887—1889, опубликовано 1891)
- Дьявол (1889—1890, опубликовано 1911)
- Отец Сергий (1890—1898, опубликовано 1911)
- Хозяин и работник (1895)
- Хаджи-Мурат (1896—1904, опубликовано 1912)

## Рассказы
- История вчерашнего дня (1851, опубликовано 1928)
- Набег (1853)
- Святочная ночь (1853, опубликовано 1928)
- Как умирают русские солдаты (1854, опубликовано 1928)
- Записки маркёра (1855)
- Рубка леса (1855)
- Севастопольские рассказы (1855—1856)
  - Севастополь в декабре месяце
  - Севастополь в мае
  - Севастополь в августе 1855 года
- Метель (1856)
- Разжалованный (1856)
- Люцерн (1857)
- Три смерти (1859)
- Отрывки рассказов из деревенской жизни (1860—1862, опубликовано 1932)
- Холстомер (1863—1885, опубликовано 1886)
- Бог правду видит, да не скоро скажет (1872)
- Кавказский пленник (1872)
- Две лошади (1880)
- Прыжок (1880)
- Рассказ Аэронавта (1880)
- Суратская кофейная (1887, опубликовано 1893)
- Дорого стоит (переделка отрывка из очерка Г. де Мопассана «На воде», 1890; опубликовано 1899 в Англии, в России 1901)
- Франсуаза (переделка рассказа Г. де Мопассана «Порт», 1891)
- Кто прав? (1891—1893, опубликовано 1911)
- Карма (1894)
- Сон молодого царя (1894, опубликовано 1912)
- После бала (1903, опубликовано 1911)
- Алёша Горшок (1905, опубликовано 1911)
- Бедные люди (1905)
- Божеское и человеческое (1906)
- За что? (1906)
- Корней Васильев (1906)
- Ягоды (1906)
- Что я видел во сне (1906, опубликовано 1911)
- Отец Василий (1906, опубликовано 1911)
- Сила детства (1908, опубликовано 1912)
- Разговор с прохожим (1909, опубликовано 1910)
- Проезжий и крестьянин (1909, опубликовано 1917)
- Песни на деревне (1909, опубликовано 1910)
- Три дня в деревне (1909, опубликовано 1910)
- Ходынка (1910, опубликовано 1912)
- Нечаянно (1910, опубликовано 1911)
- Благодарная почва (1910)

## Философско-нравоучительные рассказы и притчи
- Чем люди живы (1881)
- Два брата и золото (1885, опубликовано 1886)
- Ильяс (1885, опубликовано 1886)
- Где любовь, там и Бог (1885)
- Вражье лепко, а божье крепко (1885)
- Девчонки умнее стариков (1885)
- Упустишь огонь — не потушишь (1885)
- Два старика (1885)
- Свечка (1885, опубликовано 1886)
- Сказка об Иване-дураке и его двух братьях: Семёне-воине и Тарасе-брюхане, и немой сестре Маланье, и о старом дьяволе и трёх чертенятах (1885, опубликовано 1886)
- Три старца (1886)
- Как чертёнок краюшку выкупал (1886)
- Кающийся грешник (1886)
- Зерно с куриное яйцо (1886)
- Много ли человеку земли нужно (1886)
- Крестник (1886)
- Работник Емельян и пустой барабан (1886, опубликовано 1891)
- Три сына (1887, опубликовано 1889)
- Царство Божие внутри Вас (1894 - Германия, Берлин). Запрещена в Царской России, была издана заграницей.
- Три притчи (1895)
- Что есть искусство (1897)
- Две различные версии истории улья с лубочной крышкой (1900, опубликовано 1912)
- Разрушение ада и восстановление его (1902, опубликовано 1903)
- Ассирийский царь Асархадон (1903)
- Волк (1908, опубликовано 1909)

## Учебная литература и дидактические пособия
- Азбука (1872)
- Новая Азбука (1875)
  - Три медведя
  - Как дядя Семен рассказывал про то, что с ним в лесу было
  - Корова
  - Филипок
- Арифметика (1875)
- Первая русская книга для чтения (1875)
- Вторая русская книга для чтения (1875)
- Третья русская книга для чтения (1875)
- Четвёртая русская книга для чтения (1875)

## Пьесы
- Заражённое семейство (1864)
- Нигилист (1866)
- Власть тьмы, или Коготок увяз, всей птичке пропасть (1886)
- Драматическая обработка легенды об Аггее (1886)
- Первый винокур, или Как чертенок краюшку заслужил (1886)
- Плоды просвещения (1890)
- Пётр Хлебник (1894)
- Живой труп (1900)
- И свет во тьме светит (1890—1900)
- От ней все качества (1910)

## Стихи
- Песня про сражение на реке Черной 4 августа 1855 г. (1855)
- Дурень. Стихи-сказка («Задумал дурень…» 1879)

## Религиозно-философские произведения
- Четвероевангелие: Соединение и перевод четырёх Евангелий (1880—1881)
- Исповедь (1882)
- В чём моя вера? (1883—1888)
- Исследование догматического богословия (1884)
- Царство Божие внутри вас (1890—1893)[3]
- Краткое Изложение Евангелия (1906)
- Путь жизни (1910)

## Статьи, публицистика
- Проект о переформировании армии (1855)
- Записка о дворянском вопросе (1858)
- Речь в Обществе любителей российской словесности (1859)
- О народном образовании (1861)
- Кому у кого учиться писать, крестьянским ребятам у нас или нам у крестьянских ребят? (1862)
- О языке народных книжек (1862)
- Воспитание и образование (1862)
- Одумайтесь! (1904)
- Прогресс и определение образования (1862)
- О переписи в Москве (1882)
- Речь о народных изданиях (1884)
- Предисловие к сборнику «Цветник» (1886)
- Так что же нам делать? (1886)
- О жизни (1887)
- Николай Палкин (1887)
- Об искусстве (1889)
- Пора опомниться! (1889)
- О голоде (1891)
- Памяти И. И. Раевского (1891)
- Религия и нравственность (1893)
- Предисловие к сочинениям Ги де Мопассана (1894)
- Предисловие к «Крестьянским рассказам» С. Т. Семенова (1894)
- Христианство и патриотизм (1894)
- Стыдно (1895)
- Бессмысленные мечтания (1895)
- Лев Толстой о национализации земли (1896)[4]
- О том, что называют искусством (1896)
- Что такое искусство? (1897)
- Предисловие к английскому изданию «Что такое искусство?» (1898)
- Голод или не голод? (1898)
- Рабство нашего времени (1900)
- Не убий (1900)
- Патриотизм и правительство (1900)
- Предисловие к роману В. фон Поленца «Крестьянин» (1901)
- Царю и его помощникам (1901)
- Ответ на определение синода от 20—22 февраля и на полученные мною по этому случаю письма (1901)
- Солдатская памятка (1901. 7 декабря. Гаспра).
- Офицерская памятка (1901. 7 декабря. Гаспра).
- Предисловие к «Солдатской памятке» и «Офицерской памятке (Гаспра. 11 февраля 1902 г.)
- Великий грех[5] (1905)
- Единое на потребу. О государственной власти (1905)
- Конец века (1905)
- Послесловие к рассказу Чехова «Душечка» (1905)
- Единственное возможное решение земельного вопроса[6] (1906)
- О Шекспире и о драме (1906)
- Предисловие к русскому переводу книги Генри Джорджа «Общественные задачи»[7]
- Не убий никого (1907)
- Не могу молчать! (1908)
- Предисловие к рассказу В. С. Морозова «За одно слово» (1908)
- Предисловие к роману А. И. Эртеля «Гарденины» (1908)
- Предисловие к альбому Н. В. Орлова «Русские мужики» (1908)
- Воспоминания о суде над солдатом (1908)
- О Гоголе (1909)
- По поводу приезда сына Генри Джорджа[8] (1909)
- Пора понять[9] (1909)
- Суеверие государства[10] (1910)
- О социализме (1910)

## Переводы басен Эзопа
- Волк и журавль
- Волк и кобыла
- Волк и ягнёнок
- Ворон и лисица
- Галка и голуби
- Голова и хвост змеи
- Зайцы и лягушки
- Камыш и маслина
- Комар и лев
- Курица и золотые яйца
- Курица и ласточка
- Лгун
- Лев, волк и лисица
- Лев и мышь
- Лев, медведь и лисица
- Лисица и виноград
- Лисица и козёл
- Лягушка и лев
- Муравей и голубка
- Олень и ланчук
- Осёл в львиной шкуре
- Осёл и лошадь
- Отец и сыновья
- Пчёлы и трутни
- Рыбак и рыбка
- Собака и волк
- Собака и её тень
- Собака, петух и лисица
- Стрекоза и муравьи
- Черепаха и орёл

## Письма
- Письмо М. Э. Здзеховскому (о патриотизме, 1895)
- Патриотизм или мир?[11] (1896)
- К либералам («Об отношении к государству», письмо А. М. Калмыковой 31 августа 1896 г.)
- Письмо к фельдфебелю (1898)
- Письмо Николаю II[12] (1902)
- Письмо к крестьянину о земле (О проекте Генри Джорджа)[13] (1905)
- Письмо к индусу (1908)
- Письмо П. А. Столыпину[14] (30 августа 1909)

## Дневники
- Дневники
- Дневник помещика
- Отрывок дневника 1857 года
- Записки христианина
- Диалог
- «Тайный» Дневник 1908 года
- «Дневник для одного себя»

## Собрания сочинений
- Толстой Л. Н. Полное собрание сочинений. В 90 т. — М.: Государственное издательство художественной литературы, 1928—1958.
- Толстой Л. Н. Собрание сочинений. В 20 т. — М.: Государственное издательство художественной литературы, 1960—1965.

- Толстой Л. Н. Собрание сочинений. В 22 т. — М.: Художественная литература, 1978—1985.

- Толстой Л. Н. Полное собрание сочинений в 91 томе. — М.: Терра, 1992.

### Полное (академическое) собрание сочинений в ста томах
Современное Полное (академическое) собрание сочинений в ста томах готовится Толстовской группой Института мировой литературы им. А. М. Горького Российской Академии Наук при участии учёных Института русской литературы (Пушкинский Дом) РАН, Государственного музея Л. Н. Толстого в Москве, Музея-усадьбы «Ясная Поляна», а также зарубежных специалистов по творчеству Толстого из США, Канады, Японии, Великобритании, Германии, Франции, Италии, Нидерландов и др. Публикуется издательством «Наука» с 2000 года (ISBN 5-02-011823-0). По состоянию на 2022 год изданы следующие тома:
- Первая серия. Художественные произведения в восемнадцати томах:
  - Том 1 (1): 1850—1856 / Подг. текстов и комм. Л. Д. Громовой-Опульской; ред. К. Н. Ломунов. — М.: Наука, 2000. — 512 с. — 1500 экз. — ISBN 5-02-011824-9.
  - Том 2 (2): 1852—1856 / Подг. текстов и комм. Н. И. Бурнашевой; ред. Л. Д. Громова-Опульская. — М.: Наука, 2002. — 600 с. — 1500 экз. — ISBN 5-02-022757-9.
  - Том 3 (3): 1856—1859 / Подг. текстов и комм. И. П. Видуэцкой [и др.]; ред. М. И. Щербакова. — М.: Наука, 2007. — 584 с. — ISBN 978-5-02-035690-0.
  - Том 4 (4): 1853—1863 / Подг. текстов и комм. И. П. Видуэцкой [и др.]; ред. Г. Я. Галаган. — М.: Наука, 2001. — 376 с. — 1500 экз. — ISBN 5-02-022631-9.
  - Том 9 (9): 1863—1884 / Подг. текстов и комм. Н. И. Азаровой [и др.]; ред. П. В. Палиевский. — М.: Наука, 2014. — 776 с. — ISBN 978-5-02-038136-0.
  - Том 11 (11): Анна Каренина. Роман в восьми частях. Части 1—4 / Подг. текста Л. Д. Громовой-Опульской [и др.]; ред. А. В. Гулин, П. В. Палиевский. — М.: Наука, 2020. — 414 с. — ISBN 978-5-02-040233-1.
- Вторая серия. Редакции и варианты художественных произведений в семнадцати томах:
  - Том 1 (19): 1850—1856 / Подг. текстов и комм. Л. Д. Громовой-Опульской; ред. К. Н. Ломунов. — М.: Наука, 2000. — 568 с. — 1000 экз. — ISBN 5-02-022669-6.
  - Том 4 (21): 1853—1863 / Подг. текстов и комм. И. П. Видуэцкой [и др.]; ред. Г. Я. Галаган. — М.: Наука, 2002. — 600 с. — ISBN 5-02-006361-4.
  - Том 8, кн. 1 (25, кн. 1): Война и мир. Редакция 1873 г. / Подг. текстов и комм. Н. П. Великановой; ред. П. В. Палиевский. — М.: Наука, 2003. — 592 с. — 1000 экз. — ISBN 5-02-006376-2.

Помимо двух указанных серий, в состав Собрания также войдут: «Третья серия. Публицистические произведения в двадцати томах»; «Четвёртая серия. Дневники и записные книжки в тринадцати томах»; «Пятая серия. Письма в тридцати двух томах». Ряд томов планируется издать в нескольких книгах, в результате чего общее количество книг в Собрании достигнет ста двадцати.
В 2012 году доктором филологических наук, профессором Н. И. Бурнашёвой был подготовлен и опубликован отдельной книгой (в сообразном с томами Собрания оформлении) свод исправлений и дополнений к Тому 3 (3):
- Бурнашёва Н. И. (авт.-сост.). Л. Н. Толстой. Полное собрание сочинений. Художественные произведения. Исправления и дополнения к третьему тому: 1856—1859. — М.: ЗАО «Издательский дом «Парад», 2012. — 208 с. — 1000 экз. — ISBN 978-5-8061-0011-1 (ошибоч.).